# 索菲伊夫卡 (赫爾松區)
索菲伊夫卡（烏克蘭語：Софіївка），是烏克蘭南部赫爾松州赫尔松区斯坦尼斯拉夫市镇内的村落。始建於1789年，面積1.61平方公里，海拔高度3米，2001年人口536，人口密度每平方公里333.1人。